# Cupressus dupreziana
Cupressus dupreziana là một loài thực vật hạt trần trong họ Cupressaceae. Loài này được A.Camus mô tả khoa học đầu tiên năm 1926.